# 亚马孙港
亚马孙港是巴西巴拉那州的一个市镇。总面积186.575平方公里，总人口4341人，人口密度23.3人/平方公里。